# デュエム-クワイン・テーゼ
デュエム＝クワインのテーゼ (Duhem-Quine thesis) は、ピエール・デュエムとウィラード・ヴァン・オーマン・クワインによって指摘された科学哲学における決定不全性に関する命題。アドルフ・グリュンバウムが命名した。ただし、ふたりの主張するテーゼの内容には差があり、デュエムのテーゼとクワインのテーゼを区別する研究者、論者もいる。

## デュエムのテーゼ
ピエール・デュエムは物理学理論について研究する中で、物理学的観察には実験装置についての理論などさまざまな補助仮説が必要であるため、物理学理論のみから何らかの観察予測が導き出されることはなく、したがってそうした理論が文字通りに反証されることはないことに気づいた。一見反証されたように見える仮説も、補助仮説のアド・ホックな修正で救うことができる。そうした反証が存在しないというのがデュエムのテーゼである。
デュエムはこれを物理学に特有の問題であると考えていた。また、論理的には反証が成り立たなくとも、物理学者としてのセンスがあれば、ある観察が理論を反証するような性質のものか、それとも実験装置などの不備に帰することができるものかということは分かると考えていた。これを「決定実験の不可能性」と言う。

## クワインのテーゼ（いわゆるデュエム-クワイン・テーゼ）
クワインはデュエムのテーゼを大幅に拡張した。彼は論文「経験主義の2つのドグマ」の中で、信念の検証に関する全体論を主張する。それによると、われわれの信念の体系は全体としてひとつの網の目をなしていて、けっして個別に外部からの刺激（観察）と相対するということがなく、常に網の目全体として観察と向き合う。網の目から導かれる予測と観察が矛盾しても、網の目のどこかを修正すれば矛盾は解消でき、どれか特定の信念が反証されるということはない。逆に、経験による改訂の可能性を原理的に逃れている信念というものもなく、場合によっては論理学の公理なども改訂されうる。こうした全体論の帰結として、対立する2つの理論があるとき、経験によってそのどちらかが否定されるということはなく、どんな経験に対してもどんな信念でも保持しつづけることができる。これがクワインのテーゼである。
デュエムと違い、クワインはこれが物理学だけではなくすべての信念をおおう非常にグローバルなものだと考えており、しかも科学理論のよしあしについての相対主義を含意するものだと考えていたようである。

## 決定不全性
デュエム-クワインテーゼは決定不全 (英: underdetermination) テーゼと呼ばれることもある。これは、観察やデータによっては、対立する理論の中から1つの理論を選び出すことができない、つまり理論を決定することができない、という意味である。

## デュエム-クワインテーゼの評価
このテーゼはさまざまな哲学者によって論じられてきた。

### ポパー
カール・ポパーは『探求の論理』（1934年）の中でデュエムのテーゼに言及し、アド・ホックな改訂をして反証のがれをする態度を非難している。つまり、論理的には反証は成り立たなくとも、アド・ホックな改訂をしない、という態度をとることによって仮説の反証は可能となるのである。

### クーン
トーマス・クーンはパラダイム間で比較が不可能となる理由の一つとしてデュエム-クワインテーゼに言及している。パラダイムの比較が不可能だということは、科学の合理性に対する挑戦だと考えられ、科学哲学において相対主義が流行する原因となった。

### ラウダン
ラリー・ラウダンは「決定不全の脱神秘化」という論文において、決定不全が科学の合理性を脅かすということを否定した。論理的には決定不全は存在するが、観察との整合性の高さなどの基準から合理的な選択は可能である。